# Гутаперча
Гутаперчата (на английски: gutta-percha от на малайски: guttah „смола; гума“ + на малайски: perscha или на малайски: percha „остров“, или на малайски: pertja – название на растението) е смола, извлечена от растението „pertja“ (род Palaquium); въглеводород с високо молекулно тегло, идентичен по химичен състав с естествения каучук.
Химичната му формула е (С5Н8)n (полимер на 1,4-изопрена); геометричен изомер (транс-форма) на каучука, характеризиращ се със значително по-ниска еластичност.
Извлича се от млечния сок на гутаперчовите растения, растящи на островите на Малайския архипелаг и Филипинските острови. Гутаперчата е подобен на кожа продукт с бял или жълтеникав цвят. Тя е способна, подобно на каучука, да се вулканизира със сяра.

## Използване
Използва се като изолационен материал в електро- и радиоиндустрията, в химическата и обувната промишленост, както и в стоматологията като материал за обтурация на коренови канали при лечение на пулпити и пародонтити (като част от гутаперчов нерезорбируем щифт (пълнител) за запълване на коренови канали, коренова пломба), а също и при производството на зъбни протези. Гутаперчата понякога все още се използва и за временни пломби. Нейната инертност и биосъвместимост я правят важна и в ендодонтията. По-специално, задвижващи ремъци, транспортни ленти, различни уплътнения, химически устойчиви контейнери, различни лепила и печати също са правени от гутаперча. В миналото се е използвал и като вид каучук – по-специално дълго време е бил традиционен материал за производството на топки за голф.